# Нижний Тогох
Нижний Тогох — село в Шамильском районе Дагестана. Входит в состав Тогохского сельсовета.

## Географическое положение
Село расположено на расстоянии 13 км к востоку от села Хебда, административного центра района.

## Население
| 1939 | 1970 | 1989 | 2002 | 2010 | 2021 |
| ---- | ---- | ---- | ---- | ---- | ---- |
| 130  | ↘99  | ↗103 | ↗111 | ↗211 | ↗215 |